# Ivanovo, Șumen
Ivanovo (în bulgară Иваново ) este un sat  în Obștina Bărbița, Regiunea Șumen, Bulgaria.

## Demografie
Componența etnică a satului Ivanovo
     Turci (46,01%)
     Bulgari (27,19%)
     Romi (23,92%)
     Nicio identificare (2,86%)
La recensământul din 2011, populația satului Ivanovo era de 489 locuitori. Nu există o etnie majoritară, locuitorii fiind turci (46,01%), bulgari (27,19%) și romi (23,92%). Pentru 2,86% din locuitori nu este cunoscută apartenența etnică.